# O Acusador
O Acusador é uma telenovela produzida e exibida pela extinta Rede Tupi, de setembro a dezembro de 1964 pela TV Tupi Rio de Janeiro e de 16 de junho a 17 de agosto de 1965 pela TV Tupi São Paulo. Escrita por Janete Clair e dirigida por Fábio Sabag.
Trata-se de uma adaptação televisiva de Inocente Pecadora, radionovela da própria Janete escrita para a Rádio Nacional em 1956.
Foi a primeira novela escrita por Janete Clair para a televisão e a primeira da Tupi a usar o recurso de videotape. O Acusador marcou também a estreia de Jardel Filho, cujo papel duplo exigiu o uso de um ponto eletrônico, pois ele não conseguia decorar tantas falas.
Seus 42 capítulos foram exibidos às segundas, quartas e sextas-feiras, às 21h, apenas para o Rio de Janeiro.

## Enredo
No interior de Pernambuco, dois irmãos gêmeos assumem um o lugar do outro.

## Elenco
- Jardel Filho
- Márcia de Windsor
- Átila Iório
- Zilka Salaberry
- Lourdes Mayer
- Dary Reis
- Graça Mello
- Iracema de Alencar
- Suzana Negri
- Vera Gertel
- Dileia Coelho
- Edson Silva